# Aráchova
Aráchova (en grec moderne : Αράχωβα ou Αράχοβα) est une ville de Grèce, située au pied du mont Parnasse, à une dizaine de kilomètres à l'est de Delphes. C'est un district municipal du dème de Dístomo-Aráchova-Antíkyra, dont le chef-lieu est à Dístomo.

## Géographie
Aráchova est une ville de montagne, à une altitude moyenne de 970 m. Elle est située sur une pente tournée vers le sud, en direction de la chaîne du Kirphis, et domine la vallée du Pleistos. La ville est traversée par la route nationale EO 48 (en) qui relie Livadiá à Antirion, près de Naupacte.
La rue principale, qui s'étire en longueur à mi-pente et qu'emprunte la route nationale dans sa traversée de la ville, accueille la plupart des restaurants, bars et boutiques que fréquentent les touristes.

## Histoire
Il y avait déjà dans l'Antiquité à cet endroit, ou à proximité, un village du nom d'Anemoreia (grec ancien : Ἀνεμώϱεια). Strabon le mentionne, mais Pausanias y passe, sur le chemin de Delphes, sans le nommer, ce qui laisse penser qu'il était peu important à son époque.
Une bataille eut lieu autour d'Aráchova en novembre 1826, pendant la guerre d'indépendance grecque ; elle vit la victoire des Grecs, menés par Geórgios Karaïskákis, sur les Ottomans.

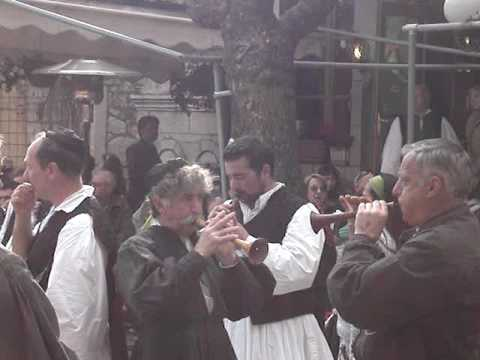
La fête de la Saint-Georges (Panigyraki).

Au début des années 1960, Aráchova était encore un gros village sans aucun équipement hôtelier, où se déroulaient à la Pâques orthodoxe une dizaine de gigantesques barbecues de trois jours avec une centaine d'agneaux égorgée le Vendredi saint. Des danses pour les hommes et des concours de force avaient lieu simultanément.
Le lendemain, une procession religieuse était dédiée à saint Georges, patron de la cité.
C'est aujourd'hui une ville touristique disposant de 30 hôtels, en raison de la proximité de Delphes et du monastère d'Osios Loukas, et, en hiver, des pistes de ski du Parnasse (en). La tradition des barbecues pascaux s'est perdue pour être remplacée par une reconstitution touristique.

## Lieux et monuments

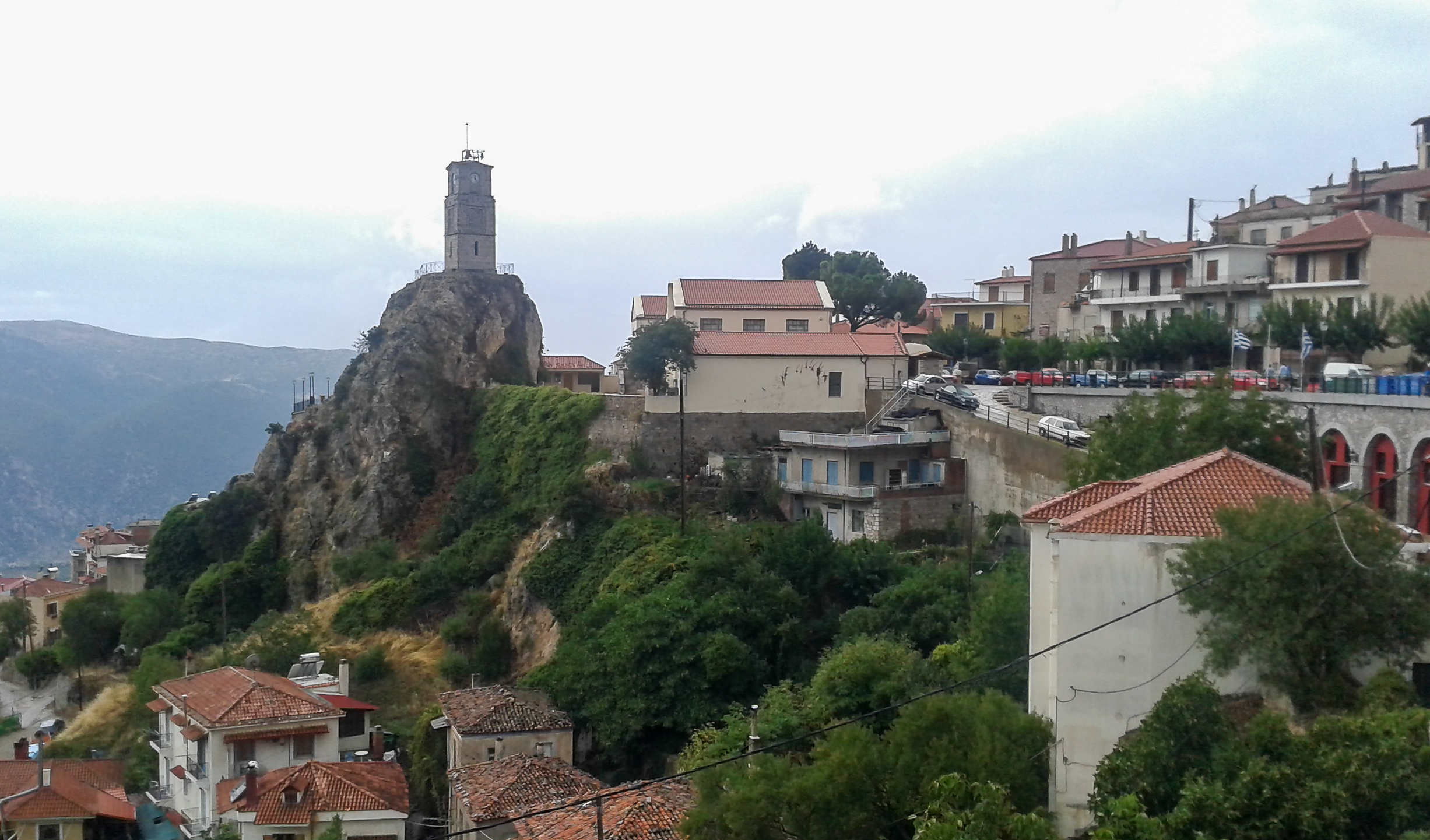
La tour de l'Horloge, au sud de la rue principale.

- Tour de l'Horloge, élevée sur un piton rocheux.
- Arcades : tronçon de la route nationale E0 48, au cœur de la ville, porté par des arcades et offrant un très joli point de vue sur le village, la vallée et la tour de l'Horloge.